# 花蓮苧麻
花蓮苧麻（学名：Boehmeria hwaliensis）为蕁麻科苧麻屬下的一个种。

## 扩展阅读
- 維基物種上的相關：花蓮苧麻